# Peter Dietschi (Diplomat)

Peter Dietschi (1984)

Peter Eugen Dietschi (* 22. Dezember 1930 in Basel) ist ein ehemaliger Schweizer Diplomat.
Peter Dietschi wurde 1957 an der Universität Basel mit einer Dissertation unter dem Titel Der Parallelismus Ferdinand Hodlers: Ein Beitrag zur Stilpsychologie der neueren Kunst zum Dr. phil. promoviert. Er stand von 1959 bis 1995 in den Diensten des Eidgenössischen Departementes für auswärtige Angelegenheiten. Von 1982 bis 1987 war er Botschafter in der DDR, in den Jahren 1992 bis 1995 Missionschef in Irland.
Sein Vater war der Politiker Eugen Dietschi.